# Ледовый дворец (Санкт-Петербург)
Ледовый дворец — спортивно-концертный комплекс в историческом районе Весёлый Посёлок Санкт-Петербурга.
Основная арена комплекса рассчитана на 12 300 зрителей и предназначена для проведения спортивных состязаний, музыкальных концертов, выставок, конференций и других мероприятий, поскольку её зал имеет возможность трансформации под конкретные нужды.

## История
Спортивный комплекс возводился два года с 1998 по 2000 год. Первый матч был сыгран в апреле 2000 года. Затраты на возведение Дворца Спорта были около 60 миллионов долларов. Ледовый дворец был построен к проводившемуся в Санкт-Петербурге чемпионату мира по хоккею 2000 года около станции метро «Проспект Большевиков» на месте заболоченного пустыря.
В 2001 — 2023 годах Ледовый дворец был основной домашней ареной хоккейного клуба СКА. В начале 2024 года команда переехала на новую СКА Арену (вернувшись на некоторое время в начале сезона 2024/2025 в связи с техническими недоделками новой арены). С сезона 2025/2026 арена снова стала домашней для СКА.

## Интерьер
Между амфитеатром и балконом по всему диаметру арены располагаются 74 VIP-ложи, степень комфортности которых сравнима с гостиничным номером.

## В искусстве
На территории Ледового дворца в 2000 году снимался клип на песню «Беги, беги» группы «Иванушки International».

## Галерея
- Концерт, посвящённый 25-летию группы «Ария». На сцене — Сергей Маврин (20 ноября 2010 года)
- Вид на танцпол и трибуны во время одного из рок-концертов
- Хоккейный матч «СКА — Динамо» в Ледовом дворце (8 января 2011 года)
- Башня-антенна (2010 год; обратите внимание, что над входом тогда ещё не было надписи)
- Главный вход и надпись над ним
- Вид на Ледовый дворец с одного из холмов Яблоновского сада (2010)
- Ледовый дворец в 2014 году. За синим забором — строительство тренировочной базы СКА
- Ночная подсветка Ледового дворца (2018  год)